# الثوجر (العدين)

تعديل مصدري - تعديل

الثوجر محلة تابعة لقرية جرين اعلى، التابعة لعزلة خباز بمديرية العدين إحدى مديريات محافظة إب في الجمهورية اليمنية.، بلغ تعداد سكانها 28 حسب تعداد اليمن لعام 2004.